# ピンク・ジン
ピンク・ジン (英: Pink Gin、英: Pink Gin Cocktail)は、ジンとアンゴスチュラ・ビターズを使用したカクテルの1つである。ジン・アンド・ビターズとも呼ばれることもあるが別物とする意見もある（下記#ジン・アンド・ビターズとの関係参照）。
イチゴ、ラズベリー、バラの花などを加えてピンク色の液色をしたフレーバード・ジンに「ピンク・ジン」の名をもつ製品もあるが本項では取り扱わない。

## 概要
古典的なカクテルの1つであり、ブラッディ・マリー、ブル・ショット、コープス・リバイバーと同様に飲み過ぎや体力回復に効能があると考えられている。
グロッグ同様にイギリス海軍で発明されたと考えられ、1830年以降にイギリス海軍の船員が船酔いを防ぐために船上でジンと当初は強壮剤として発売されていたアンゴスチュラ・ビターズを混ぜたのが始まりとされる。なお、当時のジンはイギリス海軍に納品されていたプリマス・ジンであり、現在のドライ・ジン（ロンドン・ジン）よりは甘口であった。
イギリス海軍将校の食前酒として知られる。
下記のレシピの例を見てもらえばわかるように、ほぼジンをストレートで飲むのに等しいためアルコール度数は高い:79。

## レシピの例
レシピの例を以下に挙げる。
材料:79
- ドライ・ジン - 1
- アンゴスチュラ・ビターズ - 1dash〜4dash（約1〜4ml）

作り方
作り方もいくつかある。
- 全ての材料をシェイクし、カクテルグラスに注ぐ。
- 全ての材料をステアし、カクテルグラスに注ぐ:79。
- アンゴスチュラ・ビターズをシェリーグラス（またはオールド・ファッションド・グラス）に振り入れてリンスし、ドライ・ジンを注ぐ:69。

## バリエーション
イエロー・ジン:79
アンゴスチュラ・ビターズをオレンジ・ビターズに変える。
ピンク・ジン・トニック
氷を入れたコリンズグラスにピンク・ジンをビルドで作り、トニックウォーターで満たす。ジン・トニックのバリーエションでもある。

### ジン・アンド・ビターズとの関係
ジン・アンド・ビターズ（英: Gin & Bitters）はピンク・ジンと同じ材料、同じ容量比で作られるカクテルであり、ピンク・ジンと同一のカクテルとされることもある。
同一視しない場合、以下のような点を違いとして挙げることがある。
- ピンク・ジンは（プリマス・ジンのような）甘口のジンで作り、ジン・アンド・ビターズはドライ・ジンで作る[9]。
- ピンク・ジンはシェイクで作り、カクテルグラスに注ぐ。ジン・アンド・ビターズはリキュールグラスをビターズでリンスし、ジンを注ぐ[9]。
- ピンク・ジンはステアで作り、ジン・アンド・ビターズはビルドで作る[11]。
- ピンク・ジンはカクテルグラスに注ぐ。ジン・アンド・ビターズはロックグラスに注ぐ[17]。